# Emosiderosi
L'emosiderosi, o emocromatosi secondaria, è una malattia dovuta a sovraccarico di ferro esogeno.

## Definizioni
Emosiderosi non è una definizione che possa essere utilizzata per indicare le patologie da sovraccarico di ferro, propriamente dette siderosi, poiché queste interessano principalmente la ferritina, oltre alle altre forme molecolari leganti il ferro. A tutt'oggi non esiste ancora, quindi, un accordo di stampo internazionale sull'esatto utilizzo di tali definizioni.
Si trovano tre modi di usare la parola emosiderosi:
- alcuni autori usano la parola emosiderosi come sinonimo di siderosi, ovverosia "sovraccarico di ferro", e quindi l'emocromatosi è in tal senso una forma di siderosi/emosiderosi.[1]
- altri preferiscono usare emocromatosi (primaria) per indicare la forma genetica che colpisce la ferritina, ed emosiderosi invece viene utilizzata come sinonimo di emocromatosi secondaria.[2]
- altri ancora, invece, considerano l'emosiderosi la fase iniziale dell'emocromatosi, quando il ferro si accumula nelle cellule del sistema reticolo-endoteliale sotto forma di emosiderina,[3] una forma di deposito stabile parenchimale del ferro.

Questi ultimi due utilizzi possono essere associati: nelle siderosi secondarie vi è infatti un interessamento non tanto dei parenchimi quanto del sistema reticolo-endoteliale, provocando un minor danno tissutale rispetto all'accumulo di ferro parenchimale.

## Sovraccarico da trasfusione
L'emosiderosi è fondamentalmente presente in pazienti cronicamente trasfusi, come possono essere i soggetti anemici.
Un'unità di emazie contiene da 250 a 300 mg di ferro, e pertanto 2 unità equivalgono alla dose assunta per via orale abitualmente in 1-2 anni. I soggetti che ricevono più di 100 unità sviluppano una siderosi. Il metallo si accumula poiché non esistono meccanismi per aumentarne l'escrezione.
Si ha un sovraccarico marziale particolarmente veloce, poiché l'eritropoiesi accelerata promuove a sua volta un eccessivo assorbimento di ferro con la dieta. In particolare, la presenza di un maggior numero di precursori eritroidi determina una maggior produzione di eritroferrone, ormone antagonista dell'epcidina epatica.

## Trattamento
Non dovrebbe essere somministrata vitamina C in quanto questa genera radicali liberi negli stati di sovraccarico marziale.
Un danno d'organo irreversibile si sviluppa già a livelli modesti di sovraccarico, quindi la terapia chelante dev'essere iniziata prima dei 5-8 anni di età, per avere una reale riduzione di morbilità e mortalità.